# Dyschirus obesus
Dyschirus obesus är en skalbaggsart som beskrevs av Leconte 1866. Dyschirus obesus ingår i släktet Dyschirus och familjen jordlöpare. Inga underarter finns listade i Catalogue of Life.